# Kurkcambium
Het kurkcambium (fellogeen) is een secundaire
meristematische weefsellaag, dat naar buiten kurk (felleem) en naar binnen vaak kurkschors (felloderm) afzet bij stengels en wortels van planten. Het komt voor bij dicotylen, naaktzadigen en sommige monocotylen.
Het kurkcambium wordt gevormd doordat collenchym- of parenchymcellen omgevormd worden in meristematisch actieve cellen.
Door de diktegroei wordt de epidermis stuk getrokken en vervangen door het periderm, waarvan het kurkcambium een onderdeel is. Door de diktegroei en dus toename van de omtrek moeten er ook cellen in de dwarsrichting aangemaakt worden. Hiertoe maken kurkcambiumcellen  radiale deelwanden en groeien deze deelcellen uit in tangiale richting. Dit wordt dilatatie genoemd.
Een bijzondere rol speelt het kurkcambium bij het winnen van kurk van de kurkeik. Bij het afschillen van de bast wordt het gehele periderm verwijderd. Uit de onder het periderm gelegen weefsellaag wordt weer een nieuw en zeer actief kurkcambium gevormd.